# 中川皓太
中川 皓太（なかがわ こうた、1994年2月24日 - ）は、大阪府富田林市出身のプロ野球選手（投手）。左投左打。読売ジャイアンツ所属。

## 経歴

### プロ入り前
富田林市立高辺台小学校時代は3年生からジュニア金剛に所属。富田林市立葛城中学校時代は富田林ブルーウェーブに所属。
広島県の山陽高等学校では県大会準優勝が最高で、甲子園出場歴はなし。硬式野球部での2学年先輩に森原康平がいる。
東海大学では1年春からリーグ戦に出場。4年次の第46回明治神宮野球大会ではベスト4。リーグ通算16勝1敗、防御率1.31。同期に田中俊太、渡辺勝、吉田侑樹、1学年上に大城卓三、1学年下に丸山泰資がいる。
2015年10月22日に行われたドラフト会議で読売ジャイアンツから7位指名を受けた。11月21日に契約金3000万円、年俸800万円で契約した（金額は推定）。担当スカウトは長谷川国利。背番号は91。

### 巨人時代
2016年は、キャンプは一軍で迎えたが開幕直前に二軍降格。一時は三軍まで降格したが、9月15日の二軍・東北楽天ゴールデンイーグルス戦で完封勝利を記録。9月23日に一軍初昇格し、同日の横浜DeNAベイスターズ戦の9回にプロ初登板したが、2本塁打など1回3失点だった。この年は2試合の登板。ファームでは14試合で6勝1敗、防御率2.49。ファーム日本選手権では3番手で登板して勝利投手となり、巨人の21年ぶりのファーム日本一に貢献した。オフに斜視を改善する目の手術を受けた。11月23日、40万円増の推定年俸840万円で契約を更改した。
2017年は先発1試合を含み18試合に登板し、防御率4.32を記録した。オフには、720万円増の推定年俸1560万円で契約を更改し、背番号が41に変更されることが発表された。
2018年は4月25日の中日ドラゴンズ戦で7回から登板し、プロ初セーブを記録した。8月19日の中日戦で中継ぎ登板し、プロ初勝利を挙げた。9月1日の中日戦では中継ぎ登板し、プロ初ホールドを挙げた。この年は30試合に登板したが、防御率5点台だった。秋季キャンプからは阿部慎之助のアドバイスもあり、オーバースロー気味のスリークォーターからサイドスロー気味のスリークォーターに変更を試みた。12月4日、340万円増の推定年俸1900万円で契約を更改した。
2019年3月30日の広島戦に8回から登板すると1イニングを無失点に抑えた。その後、前年に改造した新フォームがハマり中継ぎとして16試合連続無失点を続け、開幕当初抑え投手だったライアン・クックが故障離脱してから抑え投手を任された。夏場には登板過多の影響で救援失敗がやや増えると途中入団したルビー・デラロサに抑え投手を譲り、休養のためにベンチを外れる試合もあったが、中継ぎに再度配置転換後は年間通してブルペンを支え、自己最多の67試合に登板し、4勝3敗16セーブ17ホールド、防御率2.37の成績を挙げ、チーム5年ぶりの優勝に貢献した。ポストシーズンではCSファイナルステージの阪神戦で中継ぎ登板で好投し、自身初の日本シリーズ進出に貢献。福岡ソフトバンクホークスとの日本シリーズでも中継ぎ登板で好投するもチームは敗退した。オフの11月に開催された第2回WBSCプレミア12の日本代表に選出され、自身初の日本代表入り。同大会では3試合に登板し、無失点の好投で日本代表初の大会優勝に貢献した。オフには、3600万円増の推定年俸5500万円で契約を更改した。
2020年も開幕から中継ぎ陣を支え、デラロサの負傷離脱時には前年と同様抑え投手に入ることもあった。10月9日に左脇腹痛で登録を抹消されると、復帰は日本シリーズまでずれ込み、2試合に登板した。シーズンでは37試合で2勝1敗6セーブ15ホールド、防御率1.00、WHIPは0.94を記録した。オフには、2000万円増の推定年俸7500万円で契約を更改した。
2021年は開幕戦の9回に抑え投手として登板するが、同点打を浴びた。その後は順調に登板を重ね、6月16日、東京オリンピックの日本代表に選出。しかし、22日に上半身のコンディション不良で登録抹消（この時点でリーグ2位の32登板だった）。25日に左第10肋骨の骨折が判明し、日本代表を辞退した。復帰後は再びブルペンを支え、最終的にはチーム2位の58試合に登板し、防御率2.47に加え自己最多の25ホールドを記録。12月14日に2000万円増の推定年俸9500万円で契約を更改した。
2022年は開幕前に腰痛を発症した影響で一軍登板はなく、10月23日の自由契約通告後、12月6日に育成選手として2000万円減となる推定年俸7500万円で契約を更改。翌年からの背番号が041に変更となった。
2023年は5月14日まででイースタン・リーグ5試合に登板。防御率0.00の結果を残し、5月15日に支配下登録された。背番号も再び41に戻った。大勢の故障離脱後は代役で抑え投手を担当し、最終的には44試合に登板。14セーブ17ホールドに加え防御率2.08を記録するも、キャリアワーストの4敗を喫した。12月7日、2500万円増の推定年俸1億円で契約を更改した。
2024年は開幕一軍入りし、8試合登板、0勝2敗5ホールド、防御率9.00を記録していたが、4月14日に左膝痛のため登録抹消された。6月30日に一軍に復帰するも、8月2日に登録抹消されると、そのままシーズンを終えた。同年は15試合に登板し、0勝2敗、防御率8.76に終わった。11月21日、1500万円減となる推定年俸8500万円で契約を更改した。

## 選手としての特徴
サイドスロー気味のスリークォーターから最速151km/hのストレート、スライダー、ツーシームを駆使する。稀にチェンジアップ、カーブも投げる。入団当初はテイクバックが大きく球の出所が見えづらい投球フォームであり岩瀬仁紀に似ていると評されることがよくあった。

## 詳細情報

### 年度別投手成績
| 年 度     | 球 団     | 登 板 | 先 発 | 完 投 | 完 封 | 無 四 球 | 勝 利 | 敗 戦 | セ 丨 ブ | ホ 丨 ル ド | 勝 率 | 打 者 | 投 球 回 | 被 安 打 | 被 本 塁 打 | 与 四 球 | 敬 遠 | 与 死 球 | 奪 三 振 | 暴 投 | ボ 丨 ク | 失 点 | 自 責 点 | 防 御 率 | W H I P |
| --------- | --------- | ----- | ----- | ----- | ----- | -------- | ----- | ----- | -------- | ----------- | ----- | ----- | -------- | -------- | ----------- | -------- | ----- | -------- | -------- | ----- | -------- | ----- | -------- | -------- | ------- |
| 2016      | 巨人      | 2     | 0     | 0     | 0     | 0        | 0     | 0     | 0        | 0           | ----  | 11    | 2.0      | 4        | 2           | 1        | 0     | 0        | 2        | 0     | 0        | 3     | 3        | 13.50    | 2.50    |
| 2017      | 巨人      | 18    | 1     | 0     | 0     | 0        | 0     | 0     | 0        | 0           | ----  | 107   | 25.0     | 28       | 2           | 4        | 0     | 2        | 19       | 0     | 1        | 12    | 12       | 4.32     | 1.28    |
| 2018      | 巨人      | 30    | 0     | 0     | 0     | 0        | 1     | 0     | 1        | 3           | 1.000 | 165   | 37.2     | 47       | 7           | 8        | 0     | 1        | 31       | 2     | 0        | 24    | 21       | 5.02     | 1.46    |
| 2019      | 巨人      | 67    | 0     | 0     | 0     | 0        | 4     | 3     | 16       | 17          | .571  | 270   | 64.2     | 57       | 3           | 18       | 2     | 2        | 74       | 0     | 0        | 19    | 17       | 2.37     | 1.16    |
| 2020      | 巨人      | 37    | 0     | 0     | 0     | 0        | 2     | 1     | 6        | 15          | .667  | 139   | 36.0     | 24       | 1           | 10       | 3     | 1        | 26       | 0     | 0        | 4     | 4        | 1.00     | 0.94    |
| 2021      | 巨人      | 58    | 0     | 0     | 0     | 0        | 4     | 3     | 1        | 25          | .571  | 220   | 54.2     | 47       | 2           | 10       | 1     | 5        | 49       | 0     | 0        | 17    | 15       | 2.47     | 1.04    |
| 2023      | 巨人      | 44    | 0     | 0     | 0     | 0        | 1     | 4     | 14       | 17          | .200  | 172   | 43.1     | 37       | 3           | 9        | 1     | 1        | 38       | 0     | 0        | 10    | 10       | 2.08     | 1.06    |
| 2024      | 巨人      | 15    | 0     | 0     | 0     | 0        | 0     | 2     | 0        | 7           | .000  | 60    | 12.1     | 19       | 3           | 3        | 0     | 0        | 7        | 0     | 0        | 12    | 12       | 8.76     | 1.78    |
| 通算：8年 | 通算：8年 | 271   | 1     | 0     | 0     | 0        | 12    | 13    | 38       | 84          | .480  | 1144  | 275.2    | 263      | 23          | 63       | 7     | 12       | 246      | 2     | 1        | 101   | 94       | 3.07     | 1.18    |

- 2024年度シーズン終了時

### WBSCプレミア12での投手成績
| 年 度 | 代 表 | 登 板 | 先 発 | 勝 利 | 敗 戦 | セ ｜ ブ | 打 者 | 投 球 回 | 被 安 打 | 被 本 塁 打 | 与 四 球 | 敬 遠 | 与 死 球 | 奪 三 振 | 暴 投 | ボ ｜ ク | 失 点 | 自 責 点 | 防 御 率 |
| ----- | ----- | ----- | ----- | ----- | ----- | -------- | ----- | -------- | -------- | ----------- | -------- | ----- | -------- | -------- | ----- | -------- | ----- | -------- | -------- |
| 2019  | 日本  | 3     | 0     | 0     | 0     | 0        | 14    | 3.1      | 3        | 0           | 1        | 0     | 0        | 4        | 0     | 0        | 0     | 0        | 0.00     |

### 年度別守備成績
| 年 度 | 球 団 | 投手  | 投手  | 投手  | 投手  | 投手  | 投手     |
| 年 度 | 球 団 | 試 合 | 刺 殺 | 補 殺 | 失 策 | 併 殺 | 守 備 率 |
| ----- | ----- | ----- | ----- | ----- | ----- | ----- | -------- |
| 2016  | 巨人  | 2     | 0     | 0     | 0     | 0     | ----     |
| 2017  | 巨人  | 18    | 2     | 8     | 0     | 0     | 1.000    |
| 2018  | 巨人  | 30    | 0     | 8     | 0     | 0     | 1.000    |
| 2019  | 巨人  | 67    | 1     | 15    | 0     | 1     | 1.000    |
| 2020  | 巨人  | 37    | 1     | 6     | 0     | 1     | 1.000    |
| 2021  | 巨人  | 58    | 1     | 5     | 0     | 0     | 1.000    |
| 2023  | 巨人  | 44    | 4     | 3     | 0     | 0     | 1.000    |
| 2024  | 巨人  | 15    | 2     | 2     | 0     | 0     | 1.000    |
| 通算  | 通算  | 271   | 11    | 47    | 0     | 2     | 1.000    |

- 2024年度シーズン終了時

### 記録
初記録
投手記録
- 初登板：2016年9月23日、対横浜DeNAベイスターズ24回戦（東京ドーム）、9回表に5番手で救援登板、1回3失点
- 初奪三振：同上、9回表に倉本寿彦から空振り三振
- 初先発登板：2017年10月3日、対東京ヤクルトスワローズ24回戦（明治神宮野球場）、3回1失点
- 初セーブ：2018年4月25日、対中日ドラゴンズ5回戦（上毛新聞敷島球場）、7回表に3番手で救援登板・完了、3回2失点
- 初勝利：2018年8月19日、対中日ドラゴンズ20回戦（東京ドーム）、9回表に4番手で救援登板・完了、1回無失点
- 初ホールド：2018年9月1日、対中日ドラゴンズ22回戦（ナゴヤドーム）、11回裏に6番手で救援登板、1回無失点

節目の記録
- 100ホールド：2025年6月7日、対東北楽天ゴールデンイーグルス2回戦（東京ドーム）、7回裏に2番手で救援登板、1回無失点[36]

打撃記録
- 初打席：2017年10月3日、対東京ヤクルトスワローズ24回戦（明治神宮野球場）、2回表にプレストン・ギルメットから空振り三振

### 背番号
- 91（2016年[3] - 2017年）
- 41（2018年[9] - 2022年、2023年5月15日[26] - ）
- 041（2023年[25] - 2023年5月14日）

### 登場曲
- 「フォエバ」BENI（2016年 - 2018年）
- 「Kill This Love」BLACKPINK（2019年 - ）
- 「ドラマ」C&K（2019年）
- 「Thunder」Gabry Ponte, LUM!X, Prezioso（2023年5月 - ）

### 代表歴
- 2019 WBSCプレミア12 日本代表